# Rudolf Lange (Politiker, 1941)
Rudolf Lange (* 17. September 1941 in Hamburg) ist ein deutscher Marineoffizier, zuletzt Konteradmiral, und Politiker (FDP).

## Militärischer Werdegang
Beförderungen
- 1965 Leutnant zur See
- 1967 Oberleutnant zur See
- 1970 Kapitänleutnant
- 1975 Korvettenkapitän
- 1980 Fregattenkapitän
- 1987 Kapitän zur See
- 1993 Flottillenadmiral
- 1996 Konteradmiral

Lange trat nach dem Abitur als Offizieranwärter (Crew IV/62) in die Bundesmarine ein. Er wurde unter anderem in den Niederlanden ausgebildet und war als Schnellbootkommandant und auf dem Zerstörer Schleswig-Holstein eingesetzt. Von 1975 bis 1977 absolvierte er den 17. Admiralstabslehrgang an der Führungsakademie der Bundeswehr in Hamburg. Im Anschluss war er im Kommando Marineführungssysteme in Wilhelmshaven tätig. 1979 wurde er in das Bundesministerium der Verteidigung versetzt, wo er unter General Tandecki im Bereich Militärpolitik arbeitete. Danach war er im Planungsstab des Auswärtigen Amtes tätig. Es folgte eine Verwendung als Dozent für Nuklearstrategie an der Führungsakademie der Bundeswehr. Auch während der Regierung Kohl/Genscher wurde Lange im militärpolitischen Bereich eingesetzt. Von 1987 bis 1992 war er in der außen- und sicherheitspolitischen Abteilung des Bundeskanzleramtes unter Horst Teltschik für den militärpolitischen Bereich zuständig und war Sekretär des Bundessicherheitsrates. In dieser Zeit leitete er unter anderem die Verhandlungen für das „Rote Telefon“ zwischen Deutschland und der damaligen Sowjetunion und war an den Verhandlungen zur Deutschen Einheit  (Zwei plus Vier Vertrag, 1990) beteiligt. Es folgte von 1993 bis 1995 eine Verwendung als Verteidigungsattaché an der Deutschen Botschaft in Washington, D.C. Im Januar 1996 trat Lange seine letzte militärische Verwendung als Kommandeur der Führungsakademie der Bundeswehr in Hamburg an, die er bis zum April 2001 ausübte.

## Politische Laufbahn

### Partei
Anfang 2000 trat Lange der FDP bei, deren Hamburger Landesvorsitzender er bereits ein Jahr später wurde. Von 2001 bis 2003 war er außerdem Mitglied des FDP-Bundesvorstandes.

### Spitzenkandidat und Senator
Als Spitzenkandidat führte Lange die Liberalen bei den Wahlen zur Hamburgischen Bürgerschaft am 23. September 2001 nach acht Jahren Abstinenz ins Parlament zurück und bildete mit der CDU unter Ole von Beust und der Partei Rechtsstaatlicher Offensive unter Ronald Schill die erste bürgerliche Koalition nach 44 Jahren SPD-Regierung. Lange selbst übernahm als Senator die Behörde für Bildung und Sport und bis Anfang 2002 zusätzlich die Kulturbehörde. Während seiner Amtszeit wurde ein neues Schulgesetz, ein Lehrerarbeitszeitmodell und ein KiTa-Gutscheinsystem eingeführt. Nach Kritik an seiner Amtsführung trat er im November 2003 zurück. Zu seinem Nachfolger wurde der bisherige FDP-Landesvorsitzende Reinhard Soltau ernannt.

### Abgeordneter
Nach dem Rücktritt nahm Lange sein ruhendes Bürgerschaftsmandat an und blieb bis zur Neuwahl gesundheitspolitischer Sprecher der FDP-Fraktion.

## Sonstiges
Von 1996 bis 2000 war Lange Vizepräsident der Clausewitz-Gesellschaft. Seit 2008 ist Lange als Dozent am Institut für Sozialwissenschaften der Carl von Ossietzky Universität Oldenburg tätig.